# Shibaocheng
Shibaocheng (kinesiska: 石包城) är en socken i nordvästra Kina. Den ligger i Subei autonoma härad för mongoler i staden Jiuquan i provinsen Gansu,  omkring 800 kilometer nordväst om provinshuvudstaden Lanzhou. Antalet invånare är 1 577. Befolkningen består av 616 kvinnor och 961 män. Barn under 15 år utgör 5,0 %, vuxna 15-64 år 88 %, och äldre över 65 år 6,0 %.
Shibaocheng ligger i den södra delen av Subei som är geografiskt åtskild från den norra delen. 